# Музей історії села Терехове
Музей історії села Терехове — історико-краєзнавчий музей у селі Терехове Бердичівського району.
Учитель місцевої школи Шепелюк Микола Юхимович створив у селі історико-краєзнавчий музей, в якому містяться документальні свідчення, експонати з історії сіл Терехове та Кикишівка, а також експозиція кімнати класика світової літератури, уродженця Терехового Джозефа Конрада. До липня 2015 це був єдиний в Україні і на території колишнього Радянського Союзу музей Джозефа Конрада.
Спочатку музей розміщувався у шкільному приміщенні. Велике місце в експозиції посідали археологічні старожитності з колекції педагога і краєзнавця Гаврила Григоровича Богуна, який у 1950—1970 роках разом з Миколою Шепелюком багато зробив для вивчення історії рідного краю. Значне місце в експозиціях займала також героїка Великої Вітчизняної війни.
Разом з Миколою Івановичем Гордієнком однодумці вирішили створити окремий відділ, присвячений видатному землякові, уродженцю Терехового Джозефу Конраду. Ентузіасти вирішили збудувати для музею окреме приміщення, допомогу надали тогочасний голова правління колгоспу імені Котовського Володимир Жабко, керівники району Клавдія Філіпова, Василь Бабійчук, Василь Сухораба, Володимир Мостовий. Розпочате у 1983 році народним методом будівництво, завершилося через чотири роки. 
Музей відкритий у грудні 1987 року до 130-річчя від дня народження письменника. На відкритті були письменники Юрій Щербак і Дмитро Павличко, літературознавці з Росії, польські дипломати. Більшість експонатів отримані музеєм внаслідок роботи його організатора і багаторічного завідувача Миколи Шепелюка. 
За значні заслуги в пропаганді життя і творчості Джозефа Конрада, а також за активну участь у вивчені історії краю, історичному музеєві села Терехове присвоєне звання Народний у 1993 році. Заклад регулярно відвідують відомі вчені, письменники і шанувальники творчості Джозефа Конрада з багатьох країн світу.
Музей нагороджено Почесною Грамотою Українського товариства Дружби і культурного зв'язку з зарубіжними країнами (1988), Дипломом Всеукраїнської спілки краєзнавців (2009), Почесною Грамотою Посольства Республіки Польща в Україні і Польського Конрадівського Товариства (2008) і т. д. Микола Шепелюк, перший директор Народного музею, отримав звання «Заслужений працівник культури і мистецтв» Республіки Польщі.
Теперішній директор музею — учень і наступник Михайла Шепелюка — Бедь Михайло Михайлович.